# 富饒之城
富饒之城 是一個德式桌上遊戲與卡片遊戲，由布魯諾·法伊杜蒂設計，於2000年由 MultiSim 公司在法國出版。並由 Julien Delval 擔任插畫，Florence Magnin、Jean-Louis Mourier 與 Cyrille Daujean 擔任初版的視覺設計。之後不久，《富饒之城》也在德國出版。
《富饒之城》曾在2000年的德国年度游戏奖中進入了決賽，而其的德語版本《Machiavelli》贏得了2001年的荷蘭遊戲大賞（Nederlandse spellenprijs）。

## 遊戲玩法

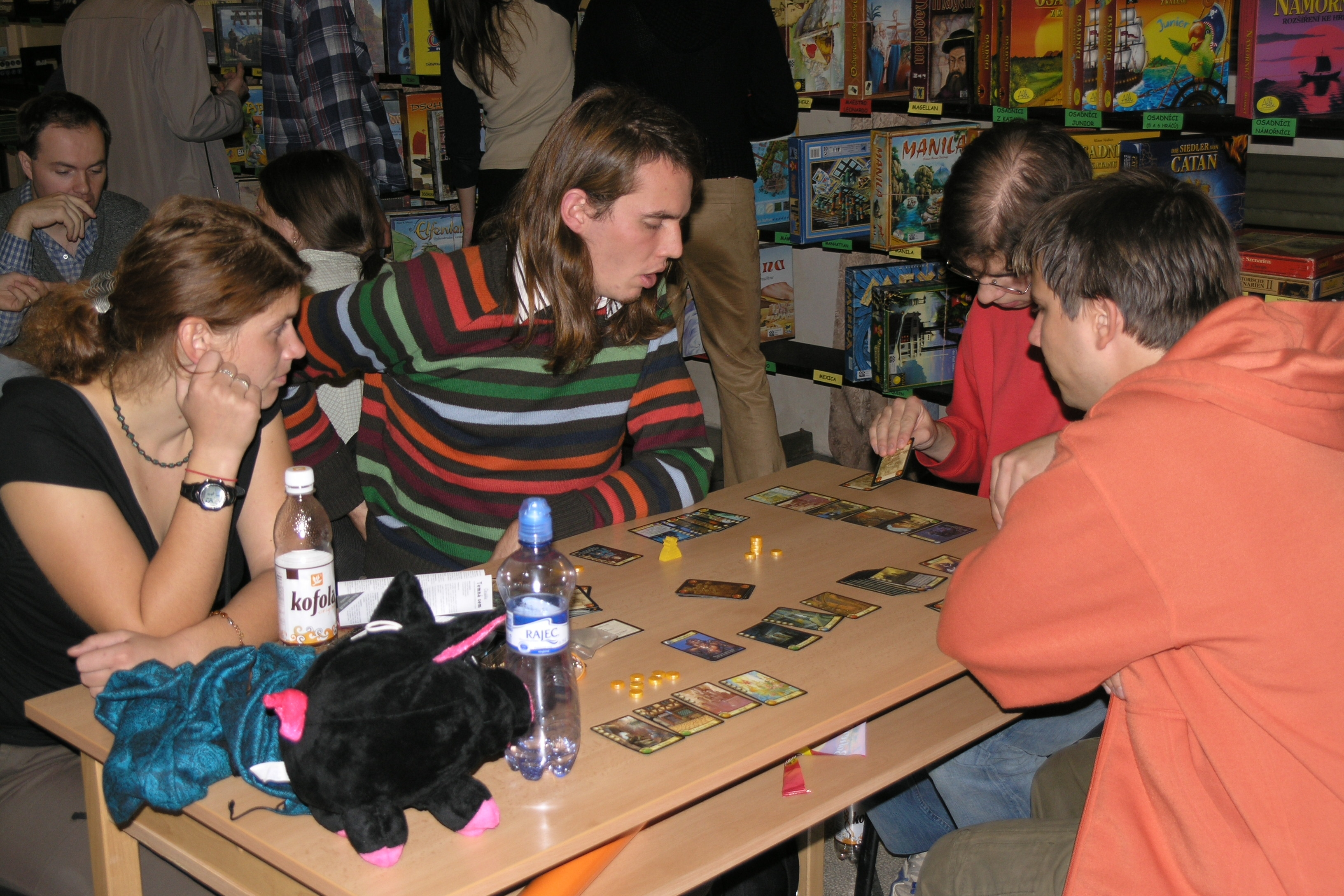
富饒之城

### 角色
原始版的遊戲中總共有 8 個角色：
1. 刺客 (能夠刺殺任何一個角色)
2. 盜賊
3. 魔法師

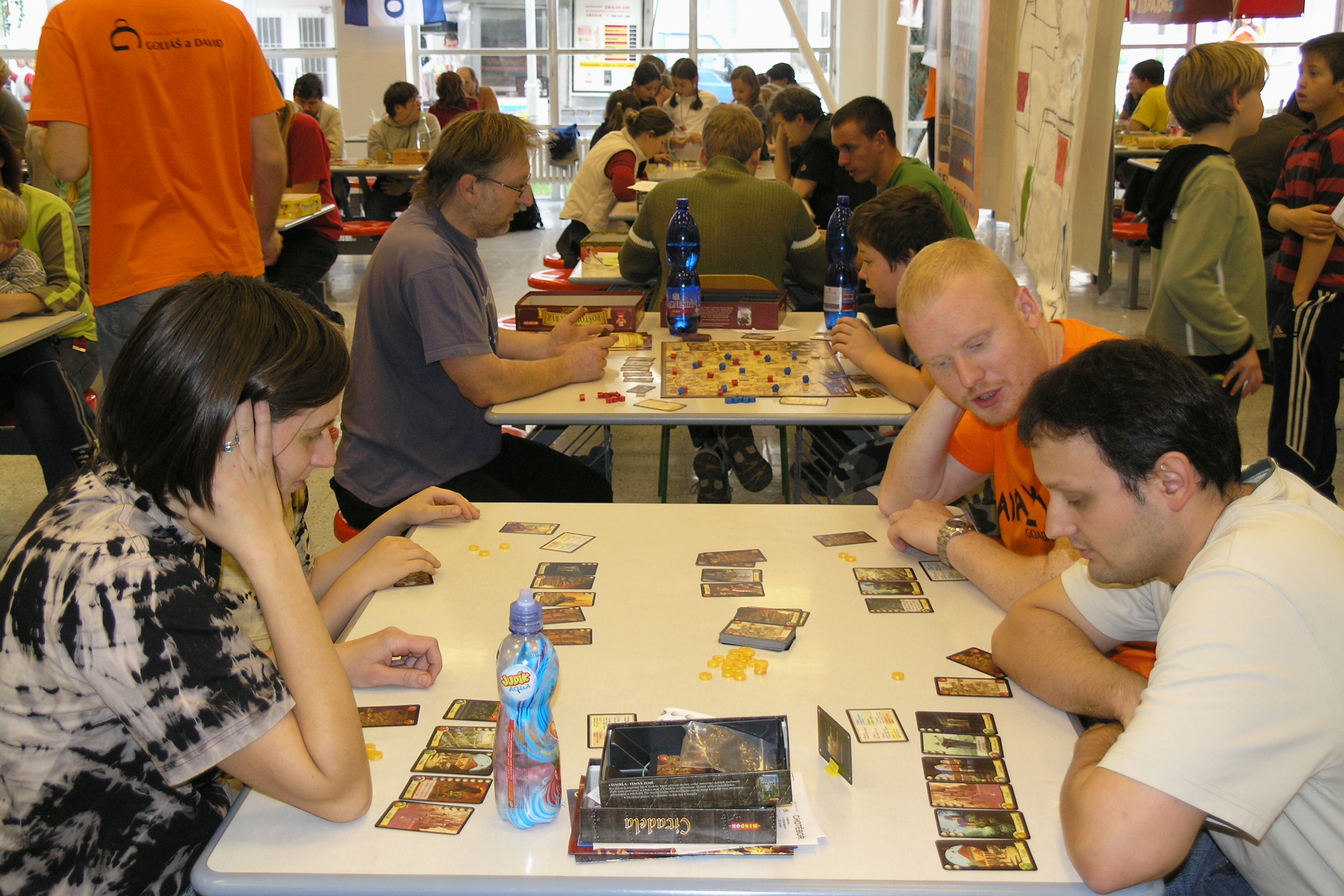
富饒之城

4. 國王 (能夠奪得王冠，成為下個回合第一個抽卡者)
5. 主教
6. 商人
7. 建築師
8. 領主

每個角色都有一些特殊能力，包含：攻擊、防禦、額外領取獎勵等等，其中，最重要（但不一定是最強）的角色是國王，因為他能夠在下一個回合成為起始玩家。

## 延伸

### 新增角色
這個遊戲的英文版本是以新版本販售，內含更多的角色卡與地區卡，主要是新增了第九名角色，讓5~8人以上的團體也能夠進行遊戲。
而新版本同時另外增加了一系列的新角色 ，每位角色都可以由數字對應的角色取代（例如，一個遊戲中不可以同時有女巫和刺客，因為他們都是編號1）：
1. 女巫
2. 稅務官
3. 巫師
4. 皇帝
5. 修道院長
6. 鍊金術士
7. 領航員
8. 外交官
9. 藝術家 / 皇后

這些新的角色，大致上都是針對原版角色作性格和能力做出一些調整。

## 獲獎紀錄
- 2000 Fairplay À la carte Winner
- 2000 Meeples' Choice Award
- 2000 德国年度游戏奖
- 2001 International Gamers Awards - General Strategy; Multi-player Nominee
- 2001 Nederlandse Spellenprijs Winner
- 2007 Golden Geek Best Card Game Nominee

## 外部連結
- Citadels （页面存档备份，存于） （页面存档备份，存于） on Faidutti's website
- BoardGameGeek上的Citadels and The Dark City expansion BoardGameGeek
- Game review （页面存档备份，存于） at RPG.net
- Citadels of Achiles（页面存档备份，存于）（页面存档备份，存于）, an unofficial version of the game to play online.
- mCiudadelas, a script for playing Citadels over IRC using mIRC